# Дрюмо, Марк
Марк Дрюмо (фр. Marc Drumaux; 10 мая 1922 года ― 15 ноября 1972 года) ― бельгийский политик. Участник движения Сопротивления, лидер Коммунистической партии Бельгии (КПБ) и член Федерального парламента Бельгии.

## Биография
Родился в многодетной семье железнодорожников. После окончания школы в 1941 году также начал работать на железных дорогах. Вступил в подпольную Коммунистическую партию в 1942 году и впоследствии принимал участие в распространении прокламаций Сопротивления и в вооружённых акциях против нацистов во время оккупации страны.
После освобождения Бельгии и вплоть до 1959 года Дрюмо был членом комитета секретариата партии в Турне. В 1957 году он стал членом ЦК, а с апреля 1960 года ― членом политбюро партии. С 1963 по 1965 год он также был членом секретариата ЦК КПБ. В декабре 1966 года он был назначен вице-секретарём партии и председателем валлонского (франкоязычного) крыла партии. В сентябре 1968 года он сменил Эрнеста Бюрнеля на посту председателя КПБ.
В 1961 году Дрюмо был избран депутатом Палаты представителей Федерального парламента от электорального округа Монс-Боринаж. С 1965 по 1968 год он был лидером коммунистической фракции в парламенте. Оставался членом парламента вплоть до своей внезапной смерти в 1972 году.